# Castilleja
Pour les articles homonymes, voir Castilleja (homonymie).
Genre
Classification APG III (2009)
Castilleja est un genre de plante herbacée à fleurs, généralement vivace, qui appartient à la famille des Scrophulariaceae selon la classification classique, ou à celle des Orobanchaceae selon la classification phylogénétique.
Le nom de ce genre rend hommage à Domingo Castillejo (en), botaniste espagnol. 
Les espèces sont parfois désignées par le mot francisé de « castilléjie ». Plusieurs des espèces sont appelées « pinceau indien », traduction littérale de l'anglais « Indian paintbrush ». On a dénombré près de 200 espèces différentes.

## Description
Les petites fleurs verdâtres sont en général de forme tubulaire et forment des épis en bout de tige.  Chaque fleur est entourée d'une feuille modifiée. Ces bractées ainsi que les feuilles du haut de la plante prennent une couleur vive; cette coloration peut être rouge, orange, jaune, pourpre ou même blanc verdâtre selon les espèces. L'inflorescence ressemble souvent à un pinceau, ce qui lui vaut parfois le surnom de « pinceau indien ». La floraison se produit d'avril à août selon les régions. La pollinisation ornithogame est due à la présence de nectaires qui alimentent les colibris. Les capsules cylindriques qui apparaissent après la floraison contiennent plusieurs graines. Les plantes sont difficilement identifiables, à cause notamment des nombreuses hybridations naturelles.

## Répartition et habitat
Leur habitat s'étend sur presque tout l'ouest du continent américain, aux États-Unis et au Canada. On peut la retrouver plus rarement vers l'est, jusqu'en Ontario. Les espèces poussent sur de nombreux types de terrains. On les retrouve aussi bien dans des prairies que dans des prés en montagne. Plantes sauvages, il n'est pas possible de les transplanter directement. Ce sont, en effet, généralement des plantes parasites qui s'attaquent aux racines d'autres plantes.

## Emblème
Castilleja linariifolia est la fleur emblème de l'État du Wyoming, depuis le 31 janvier 1917.

## Liste d'espèces selon NCBI
Selon NCBI (5 août 2010) :
- Castilleja affinis
- Castilleja alpicola
- Castilleja ambigua
- Castilleja angustifolia
- Castilleja applegatei
- Castilleja arachnoidea
- Castilleja arvensis
- Castilleja attenuata
- Castilleja auriculata
- Castilleja brevistyla
- Castilleja campestris
- Castilleja caudata
- Castilleja cerroana
- Castilleja chromosa
- Castilleja coccinea
- Castilleja conzattii
- Castilleja crista-galli
- Castilleja cusickii
- Castilleja densiflora
- Castilleja elata
- Castilleja elegans
- Castilleja elmeri
- Castilleja exilis
- Castilleja exserta
- Castilleja fissifolia
- Castilleja hispida
- Castilleja hyperborea
- Castilleja integra
- Castilleja integrifolia
- Castilleja lacera
- Castilleja laciniata
- Castilleja lasiorhyncha
- Castilleja lemmonii
- Castilleja linariifolia
- Castilleja lineariloba
- Castilleja lutescens
- Castilleja miniata
- Castilleja nana
- Castilleja nivibractea
- Castilleja nubigena
- Castilleja occidentalis
- Castilleja ophiocephala
- Castilleja oresbia
- Castilleja pallida
- Castilleja parviflora
- Castilleja peckiana
- Castilleja peirsonii
- Castilleja peruviana
- Castilleja pilosa
- Castilleja plagiotoma
- Castilleja praeterita
- Castilleja profunda
- Castilleja pruinosa
- Castilleja pumila
- Castilleja racemosa
- Castilleja rhexiifolia
- Castilleja rubicundula
- Castilleja rupicola
- Castilleja scorzonerifolia
- Castilleja sulphurea
- Castilleja tenuiflora
- Castilleja tenuis
- Castilleja unalaschcensis
- Castilleja vadosa
- Castilleja virgata
- Castilleja xanthotricha
- Castilleja zempoaltepetlensis

## Liste des sous-taxons selon ITIS
Selon ITIS (5 août 2010) :
- Castilleja applegatei var. applegatei Fern.
- Castilleja martinii var. martinii Abrams
- Castilleja miniata var. miniata Dougl. ex Hook.